# Dictyochaetopsis dingleyae
Dictyochaetopsis dingleyae är en svampart som beskrevs av Aramb. & Cabello 1990. Dictyochaetopsis dingleyae ingår i släktet Dictyochaetopsis och familjen Chaetosphaeriaceae.   Inga underarter finns listade i Catalogue of Life.